# The Healing Game
The Healing Game è il ventiseiesimo album discografico in studio del cantautore britannico Van Morrison, pubblicato nel 1997.

## Il disco
Il disco è stato registrato a Dublino nel 1996. Il titolo dell'album si riferisce al modo in cui viene definito il canto di strada a Belfast.
La canzone Rough God Goes Riding ha il testo tratto da una poesia di W. B. Yeats.
Sulla copertina è raffigurato Van Morrison con alle sue spalle, nel ruolo di una guardia del corpo, il musicista Haji Ahkba.

## Tracce
Tutte le tracce sono di Mose Allison.
1. 'Rough God Goes Riding – 6:19
2. Fire in the Belly – 6:34
3. This Weight – 4:37
4. Waiting Game – 5:56
5. Piper at the Gates of Dawn – 3:53
6. Burning Ground – 5:38
7. It Once Was My Life – 5:10
8. Sometimes We Cry – 5:14
9. If You Love Me – 5:01
10. The Healing Game – 5:16

## Formazione
- Van Morrison - voce, chitarra acustica, armonica
- Haji Ahkba - flicorno soprano
- Robin Aspland, Phil Coulter - piano
- Alec Dankworth - contrabbasso
- Geoff Dunn - batteria, percussioni
- Pee Wee Ellis, Leo Green - sassofono, cori
- Georgie Fame - organo Hammond, cori
- Matt Holland - tromba, cori
- Ronnie Johnson - chitarra elettrica
- Brian Kennedy, Katie Kissoon - cori
- Paddy Moloney - uilleann pipes, fischietto
- Peter O'Hanlon - dobro
- Ralph Salmins - percussioni
- Nicky Scott - basso

## Classifiche
| Anno | Classifica                          | Posizione raggiunta |
| ---- | ----------------------------------- | ------------------- |
| 1997 | Regno Unito (Official Albums Chart) | 10                  |
| 1997 | Stati Uniti (Billboard 200)         | 32                  |